# Gonadotropiner
Gonadotropiner är en grupp peptidhormoner som stimulerar könskörtelfunktionen. En del gonadotropiner bildas i adenohypofysen, och andra i placenta.  För låga nivåer gonadotropiner ger ett tillstånd som kallas hypogonadotropism.
Gonadotropiner är viktiga för produktionen av könskörtlarnas steroidhormoner (androgener, östrogen, progesteron). De flesta frisätts av gonadotropinfrisättande hormoner (GnRH), dock inte alla, och binds vid könskörtlarna av gonadotropinreceptorer. För låga värden av gonadotropiner leder till hypogonadism. 
Gonadotropinerna består hos människan av två grupper: Koriongonadotropin (hcG) och gonadotropiner som bildas i hypofysen. Koriongonadotropin är ett glykoprotein som bildas under graviditeten i placenta.
Gonadotropiner som bildas  i hypofysen är:
- Follikelstimulerande hormon
- Luteiniserande hormon
- Menotropiner (Urofollitropin)
- Prolaktin